# アエギプトサウルス
アエギプトサウルス(学名 Aegyptosaurus 「エジプトのトカゲ」の意味) は、約9500万年前の後期白亜紀セノマニアン期に生息し、エジプトバハリヤ層から発見された恐竜の属。2010年時点でのグレゴリー・ポールによる推定全長は15メートル、推定体重は7トン。アエジプトサウルスとも。

## 発見と命名
ホロタイプ1912VIII61は3つの尾椎、肩甲骨の一部、四肢の断片的な化石で構成されており、これらはすべて1910年から1912年頃にかけてエジプトのバハリヤ層で発見された。1913年にエルンスト・シュトローマーとリヒャルト・マルクグラーフによってホロタイプが記載され、ホロタイプは1915年にドイツのミュンヘンに送られ、スピノサウルス・エジプティアクスのホロタイプの記載と同時に研究された。

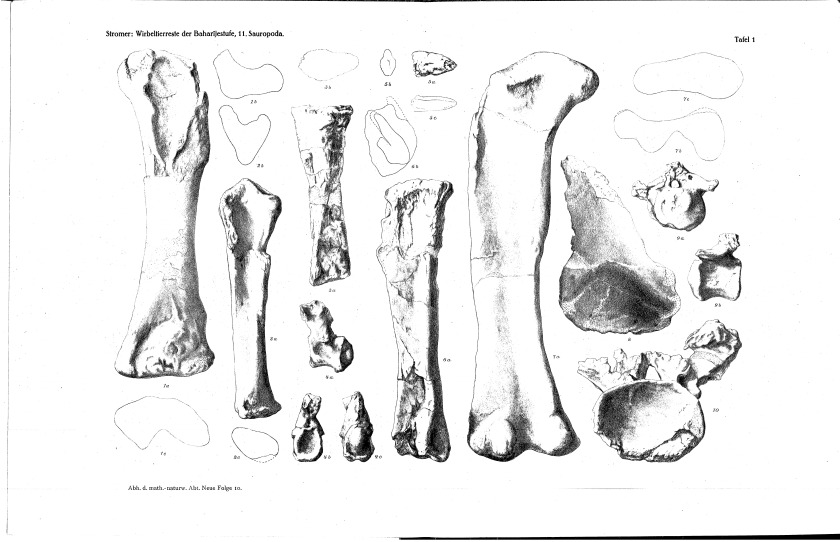
アエギプトサウルスのホロタイプ

アエギプトサウルスは、ホロタイプがミュンヘンに送られてから17年後の1932年にドイツの古生物学者エルンスト・シュトローマーによって記載され、その化石はエジプトのバハリヤ層、ニジェールのファラク層、などの他のいくつかの場所で発見されている。属名のAegyptosaurusはこれが発見された国の名とギリシャ語で「トカゲ」を意味するsaurosに由来する。1944年に破壊された標本はすべて1939年以前に発見され、化石はミュンヘンに保管されていたが、第二次世界大戦中の1944年4月25日に連合軍の爆撃により標本が保管されていた博物館が破壊され、ホロタイプは消滅した。他の標本からの断片のみがまだ存在しており、そのほとんどはエジプトとニジェールからの不確定標本としてのみ存在している。

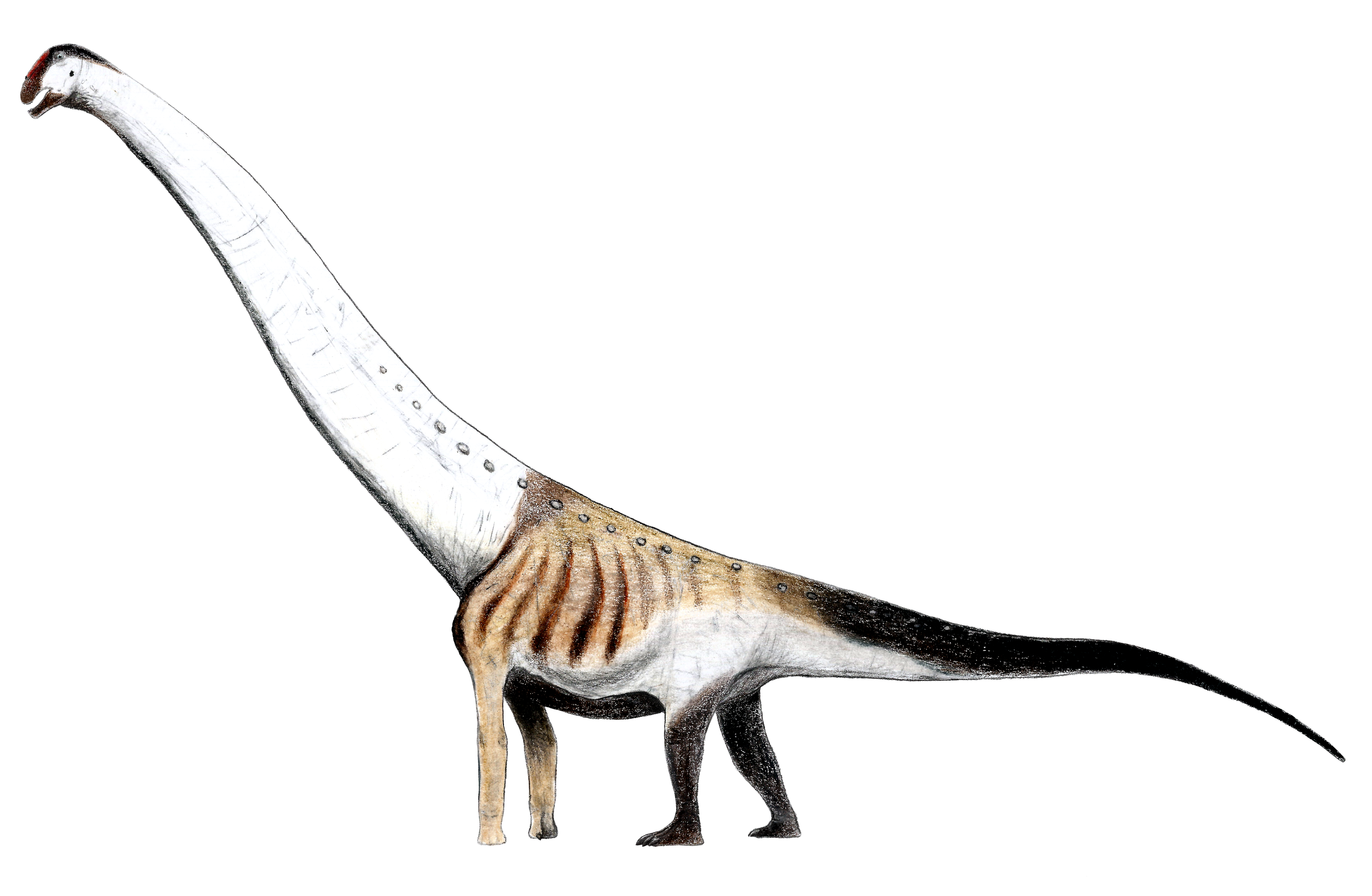
アエギプトサウルスの想像復元図

de Lapparent (1960) では、エジプトのContinental intercalaire累層産の一連の尾椎をAegyptosaurus baharijensisの物だとしている。